# 学園都市

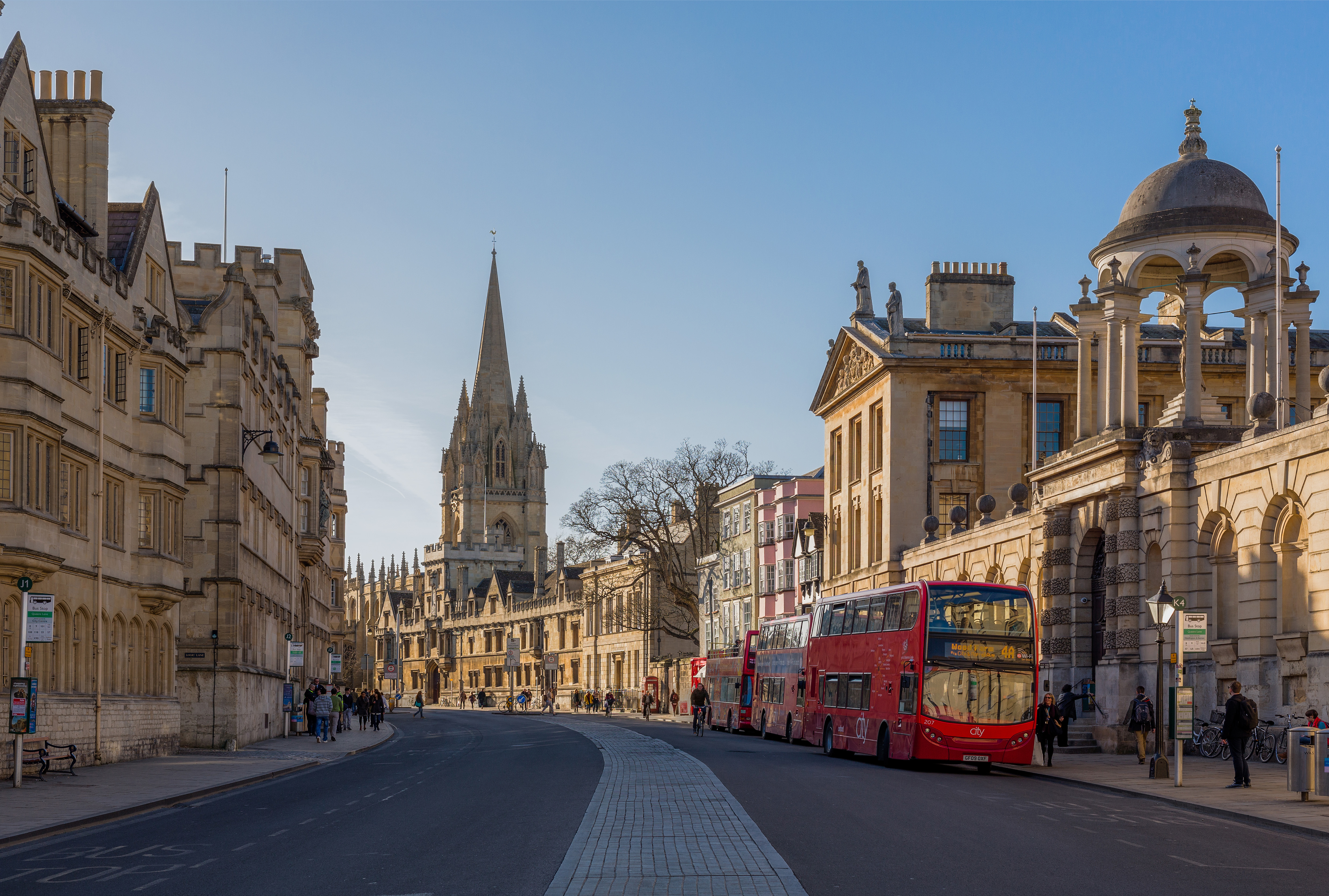
オックスフォード大学周辺のハイストリート

学園都市（がくえんとし、英語: academic city、university town、college town）は、学校等の教育機関、特に高等教育機関、そして研究機関を集積させた計画都市の呼称。大学等が立地して発展してきた大学都市もこれに含まれる。この他、都市政策や構想のフレーズにも使用される。

## 概説
指標のあるものではないが、立地する複数の大学や研究所を街の発展に活かそうとする姿勢の都市、街の発展のために大学や研究所などを積極的に誘致するような姿勢をとる都市、研究学園都市のように国家が中心となり、戦略的に国立大学や研究機関を配置して作られたニュータウンに対して用いることが多い。
日本では、奈良時代には奈良が、平安時代から江戸時代にかけては京都が文化的中心地であり第一の学園都市であった。20世紀後半以降は計画的な学園都市が登場し、代表的なものに1960年代以降に進められた筑波研究学園都市、関西文化学術研究都市、北九州学術研究都市構想などがある。
似たような言葉として学術都市という語も存在するが、こちらは大学のみならず学術を一般にとらえたものである。また、行政などでは文教都市とも称し、街づくりの目標に掲げている都市もある。
古代・中世において大学は寺院や僧院であったことから、歴史的概念としては宗教都市の延長線上にあるものとしてとらえることができる。一方、現代ではまちづくりの標語などとして、教育に力を入れたり、大学を誘致する際に都市計画などで用いられる言葉でもある。
大都市は通常、政治・経済・文化の中心となることが多く、必然的に学術都市的側面を持つことが少なくない。しかし、学術都市という言葉をあえて用いる場合は、大学や研究所が都市に及ぼす影響が強く、文化的・学術的側面が商工業的側面に卓越しているという意味合いが強い。

## 事例
「学園都市」の名を掲げる例
- あいの里（札幌ニュータウン） - 札幌市北区。大学等の教育施設が揃っていることから学園都市とも呼ばれる。
- 国立学園都市・小平学園都市・大泉学園都市（東京都練馬区） - 堤康次郎率いる箱根土地（後のコクド、西武グループの源流企業）により、「高等教育機関を擁する郊外高級住宅地」をコンセプトに開発された住宅地。
- 八王子学園都市 - 高度成長期からバブル時代にかけて、工学院大学を皮切りに、帝京大学、創価大学、中央大学、法政大学、東京薬科大学、東京都立大学などの大学のキャンパスが、広大な土地を求めて都心から移転してきた。また古くから多摩地域西部の中心都市であったこともあり、高校も密集している。日本有数の規模であり、学園都市としてのさらなる発展を計画しているが、大学に関しては都心回帰の影響を受けている。詳細は八王子市を参照。
- 賀茂学園都市 - 東広島市は広島大学を中心とした都市作りがされている。広島中央テクノポリスの指定を受けたことによって高度産業の集積が進んでおり、広島中央サイエンスパークが建設されている。このサイエンスパークは頭脳立地法に基き、整備されている。広島テクノプラザや広島県産業科学技術研究所、独立行政法人酒類総合研究所を始め民間の研究所が集結しており最先端の科学技術が集結しているため、世界各国からも学生や研究員が集まっている。
- 折尾 - 北九州市八幡西区。北九州学術研究都市である若松区ひびきのに隣接。その他、折尾駅周辺には複数の高校が集積している。
- 宮崎学園都市 - 宮崎市南部にある研究都市。筑波研究学園都市に続き日本で2番目の学園都市でもある[2]。宮崎大学を核として、宮崎大学のキャンパスが木花地区（学園木花台）と清武地区にそれぞれ所在する。また、「宮崎SUNテクノポリス」構想によりハイテクパーク、リサーチパーク等が立地している。宮崎学園都市周辺にも宮崎国際大学・宮崎学園短期大学・宮崎県立看護大学・宮崎産業経営大学などの各大学が集積している。

研究学園都市など"研究"を含む例
- 筑波研究学園都市 - 茨城県つくば市にある都市。筑波大学などを中心に造られたもので、法律上はつくば市全域が都市の範囲である。
- 関西文化学術研究都市 - 京都府（京田辺市、木津川市、精華町）、奈良県（奈良市、生駒市）、大阪府（四條畷市、枚方市、交野市）の丘陵地帯にまたがって立地する広域都市。通称「けいはんな学研都市」として知られる他、近畿地方では単に「けいはんな」や「学研都市」とも呼ばれる。
- 神戸研究学園都市 - 兵庫県神戸市西区にある都市。兵庫県立大学、神戸市外国語大学、流通科学大学、神戸市看護大学、神戸芸術工科大学など多数の大学が学園都市駅周辺に集積している。
- 北九州学術研究都市 - 福岡県北九州市にある都市。

「学園都市」の名を掲げないものの関係機関の集積がみられ学園都市とみなされうる例
文教地区
- 成城 - 東京都世田谷区。成城学園の学園建設を目指した小原國芳が不動産開発を駆使して開設した学園都市。東京でも屈指の高級住宅街として知られる。
- 大岡山#学園都市 - 東京都目黒区。東急が沿線の開発で、大岡山を学園都市として発展させようとし、東京工業大学（現東京科学大学）の蔵前の土地と大岡山の土地交換を行い実現した。
- 玉川学園 - 東京都町田市。学校法人玉川学園が立地している。成城と同様に、学校法人が宅地分譲を行い、街づくりを行った。現在も多くの文化人が住まう。
- 柏の葉 - 千葉県柏市。筑波研究学園都市とはまた違った未来の学園都市の姿を現出。まちづくりについては、産官学連携によって「国際学術研究都市」を目指した建設が続けられている。
- 市川市国府台 - 戦後学校が数多く立地するなど学園都市の様相を呈していく。
- 千葉市美浜区 - 幕張新都心 文教地区のほか、附属幼稚園が多く、千葉県屈指の学園都市と呼ばれており、お受験の競争率も高い。千葉女子専門学校附属聖幼稚園#概要参照。
- おゆみ野 - 千葉市緑区のおゆみ野ニュータウン。学園前駅周辺に千葉明徳学園を形成。
- 泉野（東洋大学板倉キャンパス） - 群馬県邑楽郡板倉町板倉ニュータウン。研究学園都市というタウンコンセプトに共鳴した東洋大学が協力して進出。
- 尾張丘陵 - 豊田市・瀬戸市を始め「知の拠点あいち」など、産学官連携による共同研究開発拠点や学術研究拠点の整備が進められている。また、日進市・長久手市などのように大学が集中している名古屋市の北郊から東郊の丘陵地域（犬山市～岡崎市）にかけて、多くの学園都市が形成されている。
- 播磨科学公園都市
- 伏見 (奈良市)・学園前 (奈良市) - 戦中に帝塚山学園が開校し、直後に学園前駅も設置された。戦後になって駅周辺の住宅開発が進み、学園都市として発達した。21世紀に入っても、学研奈良登美ヶ丘駅近辺に奈良学園登美ヶ丘中学校・高等学校が開校したり、菖蒲池駅前に近畿大学附属小学校が移転するなど、動向は活発である。また、戦前には慶應義塾大学の分校設置構想があった（実現せず）。
- 生駒市（北部）- 前出の関西文化学術研究都市高山地区は市内の学研北生駒駅から約1km地点に立地し、官民の研究施設が集積する。
- 安佐南区 - 広島市の安佐南区は、市立大学、私立大学、市立高校、私立高校などが集中しており、学園都市と言われる。
- 七隈 - 福岡市城南区。概ね住宅街であるが、福岡大学を中心に学生街が形成されている。2005年に福岡市地下鉄七隈線が開業し、七隈駅及び福大前駅が設置された。中村学園大学から福岡大学に至る3.2kmの市道地行鳥飼七隈線には城南学園通りという福岡市道路愛称が制定されている。
- キャンパスタウンまなび野 - 宮崎市まなび野。宮崎県立看護大学を中心にニュータウン開発が進んでいる。
- 西原町 - 沖縄県。国立大学法人琉球大学や沖縄キリスト教学院大学などが所在、同町自身も「文教の町」としている。

### 「学園都市」構想
- 山形県米沢市 - 国立大学法人山形大学工学部と公立大学法人米沢女子短期大学の二つの高等教育機関が立地。人口規模が9万人ほどの都市に立地しているため、学園都市推進協議会を設置し、様々な事業を実施。
- 千葉県印西市 - 「INBA-HITEC」。旧印旛村地区で展開する日本医科大学印旛医療学園都市構想である。
- 千葉県成田市 - 国家戦略特区においての医学部新設。国際医療学園都市構想。
- 千葉県勝浦市 - 一環として国際武道大学を誘致し、市有地を提供。
- 愛媛県今治市 - 学校法人加計学園が運営する岡山理科大学獣医学部新設を誘致[3]。

## 類似概念
- 学術都市
- 文教都市 - 国立市、さいたま市浦和区、志木市、千葉市美浜区、千葉市稲毛区、市川市、習志野市、藤沢市、川崎市多摩区、名古屋市千種区、岡崎市、西宮市など
- 学都
  - 京都市 - 歴史的に大学等が集中。広大なキャンパスをもつ国公立大学の他に多数の学校法人が立地。
  - 弘前市 - 青森県内で行政都市としての青森市と比して商業・学園都市としての位置づけ。
  - 仙台市 - 宮城県。仙台市の学校#学都仙台参照。
  - 杜の里 - 石川県金沢市。金沢大学の大学門前町となっている。

## 名称に「学園都市」もしくは「研究学園」を含むもの
駅
- 研究学園駅 - 首都圏新都市鉄道つくばエクスプレス）の駅。学園駅との愛称もある。
- 学園都市駅 - 神戸市営地下鉄西神線の駅。
- 九大学研都市駅 ‐ 九州旅客鉄道（JR九州）筑肥線の駅。九州大学移転に伴い設置された。
- 札沼線 - 北海道旅客鉄道（JR北海道）の鉄道路線で、「学園都市線」という愛称が付けられている。

学校
- 八王子学園都市大学 - なお、東京都八王子市は植竹圓次の誘致により学園都市と化した。

公園
- 学園都市中央公園 - 岐阜県土岐市土岐ヶ丘にある公園。

都市下水路
- 学園都市下水路 - 東京都町田市。同地にある玉川学園に由来する。

## フィクション
- 『とある魔術の禁書目録』及び『とある科学の超電磁砲』に登場する学園都市
- 『魔法先生ネギま!』に登場する『麻帆良学園都市』
- 『ブルーアーカイブ』に登場する『学園都市キヴォトス』